# Pehcsevo
Pehcsevo városa az azonos nevű község székhelye Észak-Macedóniában.

## Népesség
Pehcsevo városának 2002-ben 3237 lakosa volt, melyből 3067 macedón, 123 cigány, 31 török, 6 szerb, 2 vlach és 8 egyéb nemzetiségű.
Pehcsevo községnek 2002-ben 5517 lakosa volt, melyből 4737 macedón (85,9%), 390 cigány, 357 török és 33 egyéb nemzetiségű.

## A községhez tartozó települések
- Pehcsevo
- Negrevo
- Pancsarevo
- Robovo (Pehcsevo)
- Umlena
- Crnik
- Csiflik (Pehcsevo)